# Request Tracker
Request Tracker，通常缩写为RT，是一种用Perl编写的工单跟踪软件，用于协调任务和管理在线用户社区之间的请求。RT 在 1996 年的第一个版本是由Jesse Vincent编写的，他后来成立了 Best Practical Solutions LLC 来分发、开发和支持该软件包。RT 是开源的，并在GNU 通用公共许可证下分发。 
Request Tracker for Incident Response（RTIR）是RT的特殊发行版，用于满足计算机应急响应小组团队的特定需求。它最初是与JANET-CERT合作开发的，并于 2006 年在计算机应急响应小组的联合资助下进行了升级和扩展。 

## 技术
RT 是用Perl编写的，使用mod_perl或FastCGI在Apache和lighttpd服务器上运行，数据存储在MySQL、PostgreSQL、Oracle数据库或SQLite中。可以使用用 Perl 编写的插件来扩展 RT 接口。

## 历史
Jesse Vincent 在1994年就读于卫斯理大学时，曾在卫斯理的计算服务台工作，负责改进帮助台和住宅网络软件基础设施。此任务包括为帮助台设置工單系统。最初，他设置了一个Linux服务器来运行“req”，但后来他发现命令行界面限制了使用。在接下来的两年里，他创建并维护了 WebReq，这是一个用Perl编写的基于 Web 的 req 界面。最终，req 部分被删除，剩下的成为 RT 1.0 版。当 Jesse 于 2001 年开始全职从事 RT 工作并创立了 Best Practical Solutions 时，RT 2.0 版被完全重写。RT 被 Perl 的CPAN使用，但由于使用量下降，Perl NOC 于 2020 年 12 月 4 日宣布了 2021 年 3 月 1 日爲Perl NOC的產品壽命結束日期。

## 界面

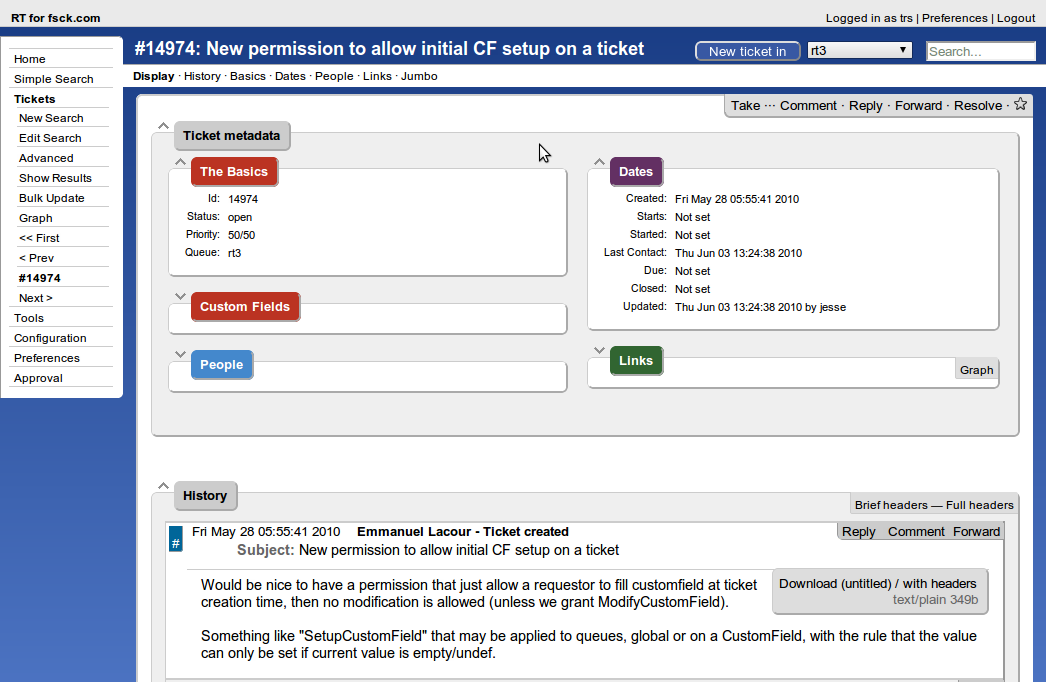
3.8版网页界面中的个人RT工单

RT 有许多用于创建和更新工单的接口。登录用户和访客用户都可以使用 Web 界面。通过向用户授予或拒绝特定权限以及向工单添加自定义字段和数据，可以轻松定制它。模板允许修改软件的网页，而不需要广泛的編程知识。
电子邮件是 RT 的另一个主要界面，并且通常是许多访客用户看到的唯一界面。电子邮件系统包括对自动回复、附件和完全自定义规则的支持，这些规则管理电子邮件的发送对象和时间。电子邮件作为工单上的信件存储在 RT 中，该软件可以区分公开回复和私人评论，以适当地显示它们。
还提供了一个基本的类似REST的API和一个命令行工具，作为与 RT 交互的另一种方式。

## 整合
- RT 与 Best Practical 的知识库应用程序 RT FAQ Manager（RTFM）集成。[9]从 RT 4.0.0 开始，RTFM 的功能作为「文章」功能集成到 RT 本身中。
- RT 还与 Best Practical 的IT 资产管理应用程序“Assets”集成。自 RT 4.4.0 起，此功能已集成到 RT 本身中。
- RT 支持联网帮助台API。[10]